# Conus loriae
Espèce
Conus loriae est une espèce de mollusques gastéropodes marins de la famille des Conidae.
Comme toutes les espèces du genre Conus, ces escargots sont prédateurs et venimeux. Ils sont capables de « piquer » les humains et doivent donc être manipulés avec précaution, voire pas du tout.

## Taxonomie

### Publication originale
L'espèce Conus loriae a été décrite pour la première fois en 2022 par les malacologistes Tiziano Cossignani (d), Alain Allary et Peter G. Stimpson dans « Malacologia Mostra Mondiale »,.

### Synonymes
- Conus (Dauciconus) loriae (T. Cossignani, Allary & P. G. Stimpson, 2022) · appellation alternative
- Dauciconus loriae T. Cossignani, Allary & P. G. Stimpson, 2022 · non accepté (basionym)